# Свети Архангели (Висока)
Вижте пояснителната страница за други значения на Свети Архангели.
„Свети Архангели Михаил и Гавриил“ (на гръцки: Ιερός Ναός Παμμεγίστων Ταξιαρχών) е възрожденска църква в солунското село Висока (Оса), Гърция, част от Лъгадинската, Литийска и Рендинска епархия.
Храмът е разположен в старата част на селото. Датата на изграждане на храма 1804 година е отбелязана в надпис върху южната стена. В надписа се казва, че храмът е обновен в 1804 година, тоест той е издигнат на мястото на по-стар поствизантийски, а може би и византийски храм.
В архитектурно отношение храмът е трикорабна базилика с дървен покрив, трем от южната страна и полукръгла апсида на изток. Зидарията е от дребни камъни и в южната стена има вградени каменни релефи. Вътрешността е просторна, което подсказва, че вероятно храмът е бил посветен на трима светци. До 1960-те години е запазена е галерията женска църква. Трите кораба са разделени от оригиналните дървени колони, измазани с гипс. Ценни са резбованите владишки трон и амвон, мястото на псалтите и проскинитариите, както и пейките. На иконостаса има икони от XVII, XVIII и XIX век, някои от които са дело на Кулакийската художествена школа.
На 12 септември 2011 г. в светилището на храма, вдясно от олтара са поставени мощите на Света Кирана, мъченица от Висока, а на 8 февруари 2012 г. вдясно от олтарната врата са поставени част от мощите на Света Акилина, мъченица от Загливери.
- Икони от храма
- „Свети Илия“
- „Света Кирана“
- „Свети Спиридон“